# Ginnastica artistica al XIV Festival olimpico estivo della gioventù europea
Le competizioni di ginnastica al XIV Festival olimpico estivo della gioventù europea si sono svolte dal 23 al 30 luglio 2017 a Győr, in Ungheria

## Podi

### Ragazzi
| Evento                        | Oro               | Argento              | Bronzo           |
| Concorso individuale completo | Jamie Lewis       | Yuri Busse           | Nicolau Mir      |
| Corpo libero                  | Nicolau Mir       | Yuri Busse           | David Huddleston |
| Cavallo con maniglie          | Sergei Naidin     | Mauro Nemčanin       | Ward Claeys      |
| Anelli                        | Jamie Lewis       | Yuri Busse           | Sergei Naidin    |
| Volteggio                     | Andrin Frey       | Sviataslau Dranitski | Nicolau Mir      |
| Parallele                     | Sergei Naidin     | Aleksandr Kartsev    | Nicolau Mir      |
| Sbarra                        | Aleksandr Kartsev | Nicolò Mozzato       | Mattis Bouchet   |
| Gara a squadre                | Russia            | Regno Unito          | Svizzera         |

### Ragazze
| Evento                        | Oro               | Argento         | Bronzo         |
| Concorso individuale completo | Ksenia Klimenko   | Asia D'Amato    | Varvara Zubova |
| Volteggio                     | Valeria Saifulina | Denisa Golgota  | Asia D'Amato   |
| Barrs asimmetriche            | Elisa Iorio       | Ksenia Klimenko | Asia D'Amato   |
| Trave                         | Ksenia Klimenko   | Asia D'Amato    | Amelie Morgan  |
| Corpo libero                  | Ksenia Klimenko   | Emelie Petz     | Célia Serber   |
| Gara a squadre                | Russia            | Italia          | Germania       |